# Solenopsis hostilis
Solenopsis hostilis är en myrart som först beskrevs av Borgmeier 1959.  Solenopsis hostilis ingår i släktet eldmyror, och familjen myror. Inga underarter finns listade i Catalogue of Life.